# Tunku Abdul Rahman
Tunku Abdul Rahman Putra Al-Haj ibni Almarhum Sultan Abdul Hamid Shah (8. února 1903 Alor Setar - 6. prosince 1990 Kuala Lumpur) byl první malajsijský premiér v letech 1957 - 1970. Je také znám pod jmény Bapa Kemerdekaan (otec nezávislosti) , Bapa Malaysia (otec Malajsie) a „the Tunku“. Byl rovněž prvním prezidentem Asijské fotbalové federace (1958-1976)

## Cesta k nezávislosti
Byl premiérem Malajské federace pod britským protektorátem (1951). Roku 1954 Tunku Abdul Rahman vedl delegaci v Londýně, kde jednal o nezávislosti pro svou zemi, ale bezvýsledně. O rok později se konaly první všeobecné volby. Tunku Abdul Rahman se stal premiérem Malajsie.
V roce 1955 Tunku Abdul Rahman opět vyjednával s britskou vládou a o dva roky později byl 31. srpen 1957 vyhlášen dnem nezávislosti. Když v Kuala Lumpuru byla stahována britská vlajka, Tunku Abdul Rahman a okolní dav volali Merdeka! (Svoboda!).
V následujících letech spoluvytvářel Velkou Malajsii. Po nepokojích roku 1969, vyhlásil Rukun Negara („Principy státu“), které měly sloužit k porozumění mezi komunitami, a krátce poté odešel na penzi.

## Vyznamenání
- velkokříž Řádu Chula Chom Klao – Thajsko, 1958
- velkokříž Řádu koruny – Belgie, 28. srpna 1958
- řetěz Řádu Sikatuna – Filipíny, 7. ledna 1959
- Královský rodinný řád Bruneje – Brunej, 23. dubna 1959
- Řád společníků cti – Spojené království, 31. prosince 1960
- Královský řád Sahametrei – Kambodža, 21. prosince 1962
- Záslužný řád národní nadace – Jižní Korea, 29. dubna 1965
- velkodůstojník Národního řádu Vietnamu – Jižní Vietnam, 6. října 1965
- čestný společník Řádu Austrálie – Austrálie, 26. ledna 1987[1]
- velkostuha Řádu nezávislosti – Tunisko